# Йотоко

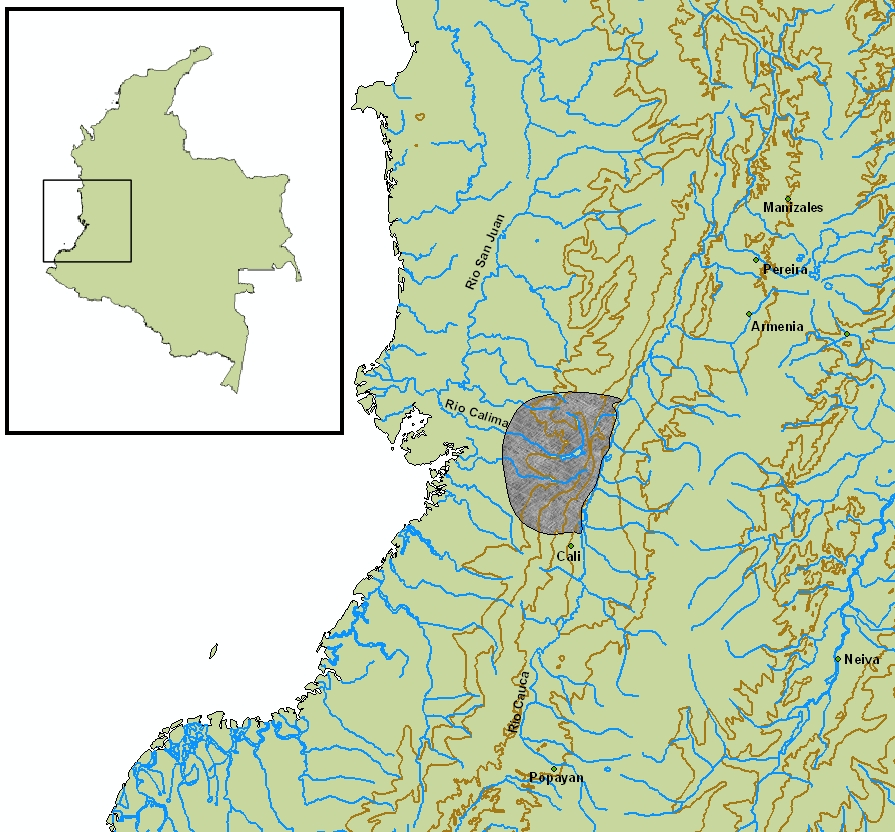
Географическое местонахождение культуры Йотоко

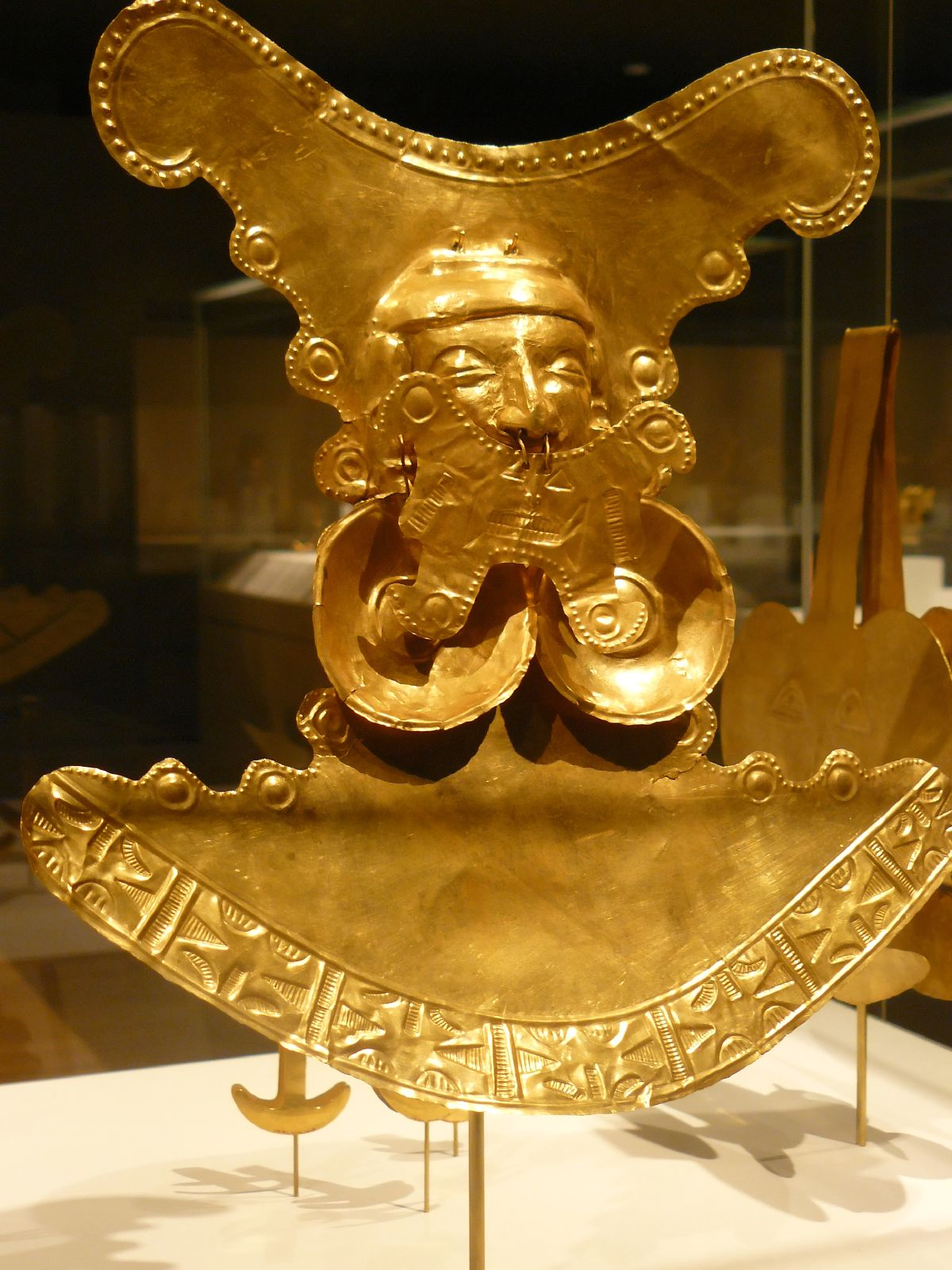
Пектораль из чеканного золота, музей Метрополитен, Нью-Йорк

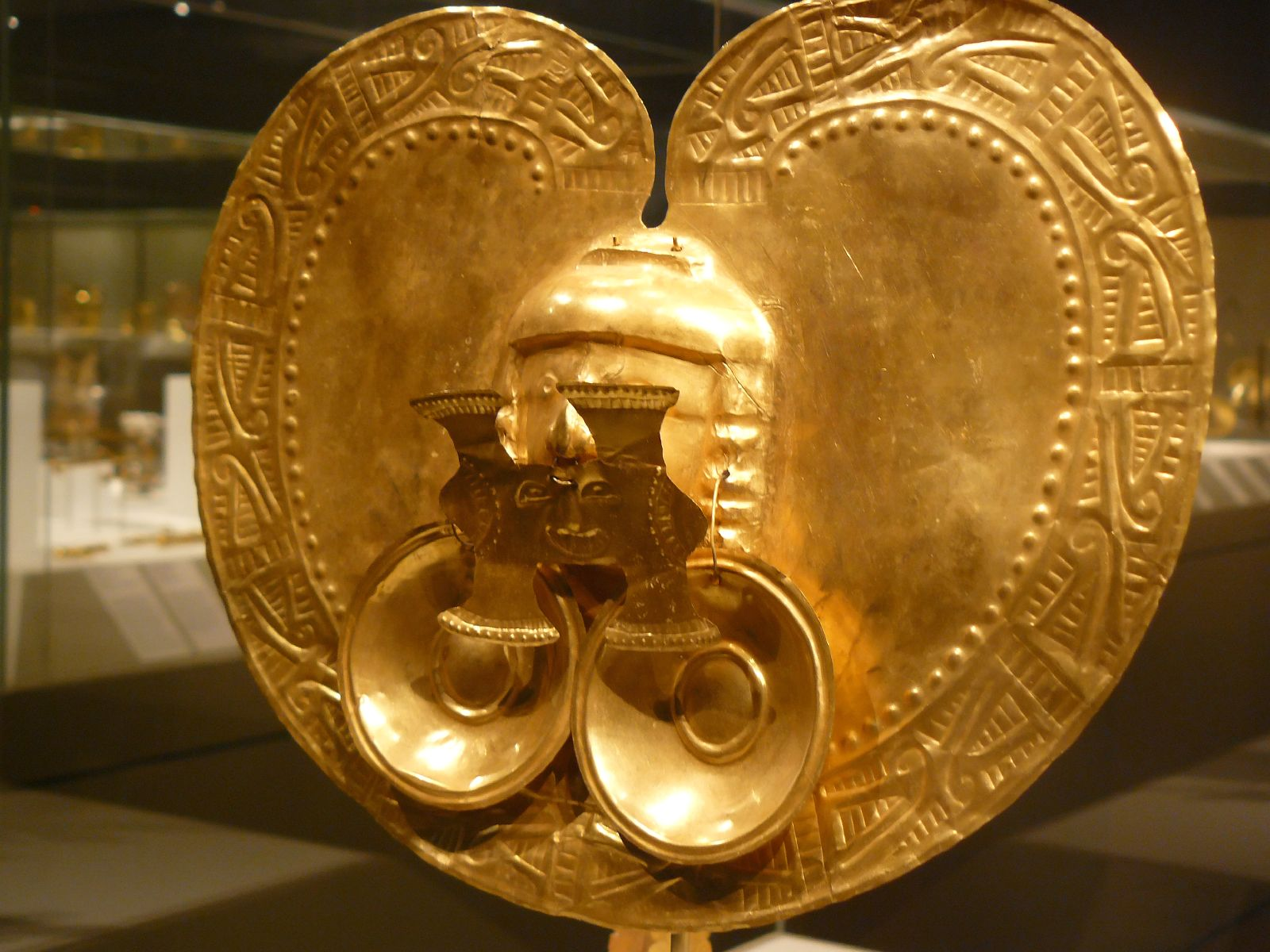
Золотая пектораль, музей Метрополитен, Нью-Йорк

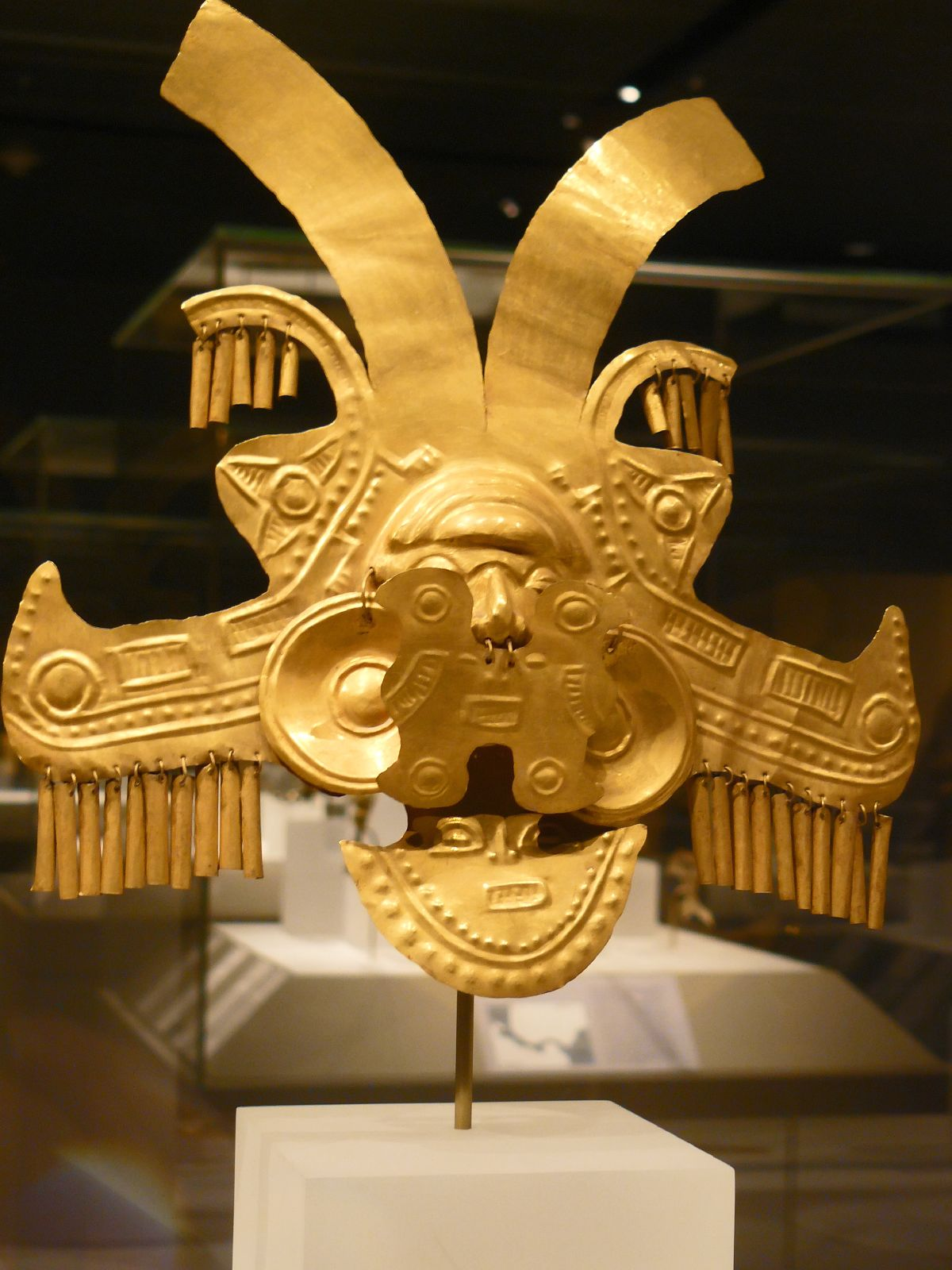
Пектораль из чеканного золота, музей Метрополитен, Нью-Йорк

Йотоко (исп. Yotoco) — древняя колумбийская культура местного происхождения, существовавшая в долинах Калима и Дорадо, департамент Валье-дель-Каука. Культура йотоко считается наследником более древней культуры Илама, существовавшей в том же регионе в XIV-I века до н. э. Культура йотоко существовала в I-XII веках н. э.
Из-за высокой кислотности почвы костные останки не сохранились, однако имеется много керамики, текстильных и металлургических изделий.
Люди йотоко жили в деревнях и небольших посёлках. Подобно своим предкам из культуры Илама, люди йотоко строили посёлки на вершинах холмов, однако для этой цели нередко создавались искусственные террасы.
Упадок культуры йотоко начался в VI веке ещё до прибытия в регион представителей других народов. Около XIII века н. э. культуру йотоко вытеснила культура Сонсо (так называемая «ранняя Сонсо»).

## Экономика
Экономика основывалась на сельском хозяйстве, главным образом на выращивании кукурузы, фасоли, маниоки, сельдерея, аннато и ауямы (местного сорта тыквы). На низко расположенных, подверженных наводнениям территориях прокладывались каналы. Для сельскохозяйственного производства использовались органические удобрения.
Были распространены различные керамические сосуды: большие глиняные чашки, котлы, погребальные урны, кувшины, тарелки, кубки и пористые глиняные сосуды. Среди украшений (на керамике) преобладали зооморфные, антропоморфные и геометрические мотивы. Керамика Йотоко изготавливалась по технологии, аналогичной технологии Илама, с насечками, аппликацией или рисунками. Йотоко использовали насечки реже, а рисунки — чаще, чем Илама, при этом они могли быть одно-, двух- и многоцветными.
Металлургия йотоко является прямым продолжением металлургического искусства культуры Илама. Местные металлурги хорошо владели технологиями обработки металлов и их плавки. Основными технологиями были ковка и чеканка. Среди находок встречались золотые предметы, в основном: диадемы, носовые кольца, ушные кольца, пекторали, браслеты, подвесок, масок, и многие другие. Технология формовой плавки с использованием восковых моделей использовалась для изготовления сложных брошей и масок. Грануляция применялась для изготовления чёток-ожерелий, колец и пиритовых зеркал.
Различные регионы Йотоко объединяла обширная сеть дорог. Это показывает важность обмена и торговли йотоко с другими местными культурами. Ширина дорог составляла от 8 до 16 м.

## Общественное устройство
Культура йотоко была более сложной, чем предшествующая культура илама, по своему социальному устройству. Имело место глубокое расслоение общества, институт деревенских правителей. Интенсивное использование сельского хозяйства и высокий уровень гончарного и металлургического искусства показывают, что в йотокском обществе имелись профессионалы. Элита состояла из касиков, шаманов и воинов.